# Туђа Америка
Туђа Америка је српски филм снимљен 1995. године који је режирао Горан Паскаљевић, а сценарио је писао Гордан Михић. Филм је приказан на интернационалном фестивалу филма у Торонту 1995. године, а учествовао је и на десетом југословенском фестивалу 1996, али није освојио нити једну награду. Зато је филм добио највише признање на међународном фестивалу у шпанском граду Ваљадолиду.

## Кратак садржај
Филм говори о емигрантима у Њујорку, тачније у сиротињском Бруклину, Србину Баји и Шпанцу Алфонсу и њиховим трагикомичним напорима да се уклопе у такозвани Нови свет. Бајо дању ради „на црно“ физичке послове, а ноћу помаже у бару Алфонсу код кога и станује са петлићем, пореклом из старог краја. Петлићево обзнањивање зоре буди у Алфонсовој слепој мајци носталгију за Шпанијом, а у Баји чежњу за његово троје деце о којима води бригу његова мајка далеко негде на граници Србије и Црне Горе, не сањајући да су већ кренули на пут за Америку. На том путу Бајин млађи син губи живот у митској реци Рио Гранде. Старији Бајин син се одмах по доласку савршено уклапа у нова правила живота. Они, неприлагодљиви: старе мајке, средовечни синови и изгубљене љубави нестаће у нестварном свету америчких илузија.